# Steve Redgrave
Sir Stephen Geoffrey Redgrave (n. 23 martie 1962, Marlow, Buckinghamshire, Anglia, Regatul Unit), mai cunoscut ca Steve Redgrave, este un fost canotor britanic. Este cel mai titrat sportiv din istoria canotajului: a fost laureat cu șase medalii, inclusiv cinci de aur, din cinci participări succesive la Jocurile Olimpice. A fost și de nouă ori campion mondial și de trei ori campion din Commonwhealth
A crescut pe malurile Tamisei, apucându-se de canotaj la vârsta de 16 ani. A reprezentat Marea Britanie la Campionatul Mondial de juniori din 1979, apoi s-a apucat de lotului olimpic în 1982. Și-a făcut debutul olimpic la Los Angeles 1984, cucerind prima sa medalie de aur la patru rame cu cârmaci (4+). La Jocurile Commonwealth-ului din 1986 a cucerit trei medalii de aur: la simplu vâsle (1x), dublu vâsle (2x) și patru rame fără cârmaci (4-). La Seul 1988 a obținut bronzul la doi rame (2-) și aurul la doi rame cu cârmaci (2+), proba în care a cucerit două medalii de aur mai mult la Atlanta 1996 și la Barcelona 1992. Cea de-a cincea medalie de aur a cucerit-o la proba de patru rame fără cârmaci (4-) din cadrul Sydney 2000.